# Port-au-Prince (navire)
Pour l’article homonyme, voir Port-au-Prince.
Le Port-au-Prince est un grand voilier corsaire de près de 500 tonnes, armé de 24 canons de 12 livres ainsi que de 8 caronades du même calibre. 

## Histoire
Initialement construit en France pour la Marine française, il est capturé par la Royal Navy à Port-au-Prince et acheté en 1805 par un armateur londonien, Robert Bent, qui affecte une double mission à son équipage : naviguer jusqu'au Nouveau Monde afin de s'emparer de trésors espagnols et s'ils n'y parviennent pas, aller chasser la baleine dans le Pacifique.
Sous le commandement du capitaine Duck, le bateau appareille de Gravesend le 12 février 1805. Le 29 novembre 1806, il jette l'ancre dans l'île de Lifuka dans l'archipel des Ha'apai aux Tonga, où il est attaqué par des guerriers polynésiens qui massacrent le capitaine et trente-cinq marins — sur un équipage de quatre-vingt-seize hommes — et y mettent le feu, le faisant couler avec son trésor,.
En août 2012, l'épave d'un navire qui pourrait être le Port-au-Prince est découverte au large de l'île de Foa.